# Miroir d'eau (Bordeaux)
Pour les articles homonymes, voir miroir d'eau.
Le miroir d'eau de Bordeaux est une pièce d'eau peu profonde reflétant la place de la Bourse ainsi que les quais de Bordeaux. En fonctionnement depuis 2006, il présente une superficie de 3 450 m² et un réservoir souterrain de 800 mètres cubes, ce qui en fait le plus grand du monde. 
Créé par le fontainier Jean-Max Llorca, l'architecte Pierre Gangnet et l'urbaniste-paysagiste Michel Corajoud, le système permet de faire apparaître l'un après l'autre un effet miroir avec 2 cm d'eau sur une dalle en granit et un effet brouillard pouvant atteindre jusqu'à 2 mètres de hauteur. Il est aussi l'élément  central des Quais qui ont eux aussi été réaménagés par Michel Corajoud.
Son fonctionnement est interrompu tous les hivers pour éviter que le gel ne cause des dommages au système de tuyauterie alimentant en eau le miroir.

## Description
Michel Corajoud, concepteur de la rénovation des 4,5 kilomètres des quais de la Garonne, explique avoir eu une inspiration vénitienne, en référence à la place Saint-Marc recouverte d'eau.
Les travaux ont été exécutés de mai 2005 à juillet 2006. L'esplanade est d'une surface totale de 5 850 m2, soit 3 850 m2 pour le miroir d'eau lui-même et 2 000 m2 pour la dalle située à sa périphérie.  
Le miroir d'eau fonctionne entre 10 heures et 22 heures. Il présente un quart d'heure d'eau, cinq minutes d'arrêt puis cinq minutes de brouillard.
Un réservoir de 800 m3, situé sous la dalle, permet de stocker l'eau de la fontaine. L'eau est remontée en surface à l'aide de pompes, l'eau remplit une centaine de petits canaux disposés sous la dalle du miroir puis s'infiltre à travers les joints pour se répandre sur toute la surface du miroir. Après 15 minutes, un système d'électrovanne permet à l'eau de redescendre dans le réservoir. L'effet brouillard est alors déclenché grâce à 900 injecteurs disposés au milieu des dalles, ce brouillard peut monter à une hauteur de 2 mètres. Puis le cycle continue avec le retour de l'eau sur les dalles de granit.

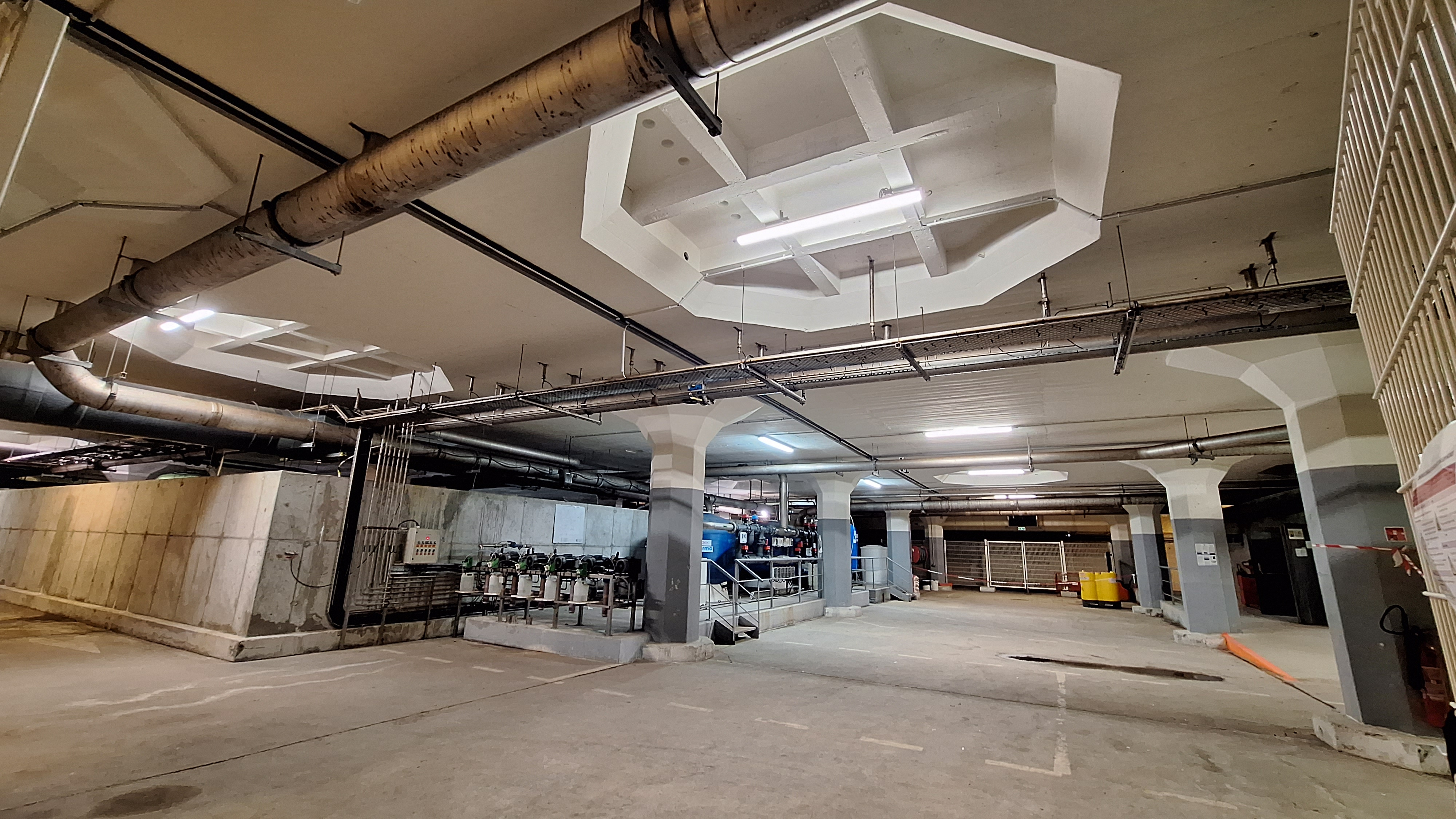
Vue de la machinerie et du bassin (derrière les murs en béton à gauche) situé dans l'ancien parking sous le miroir.

Le site Landscape Architects Network a classé le miroir d'eau bordelais à la quatrième place des réalisations mondiales des places urbaines.

## Espace de détente
Le miroir d'eau est devenu, depuis sa mise en service, un lieu de détente incontournable pour les Bordelais et les touristes de passage. En été, de nombreuses personnes accompagnent les cycles d’eau du miroir et ses métamorphoses.

## Galerie

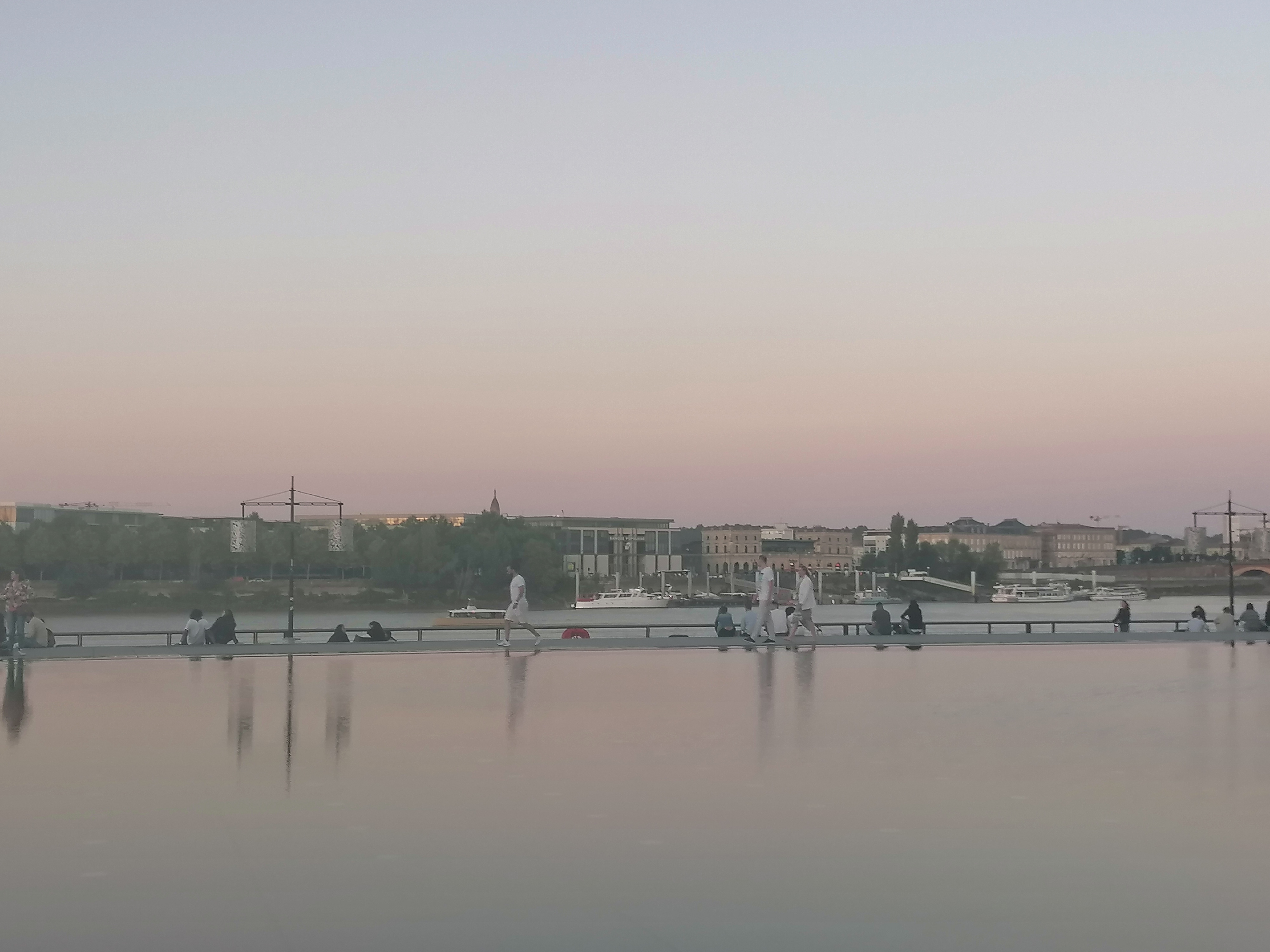
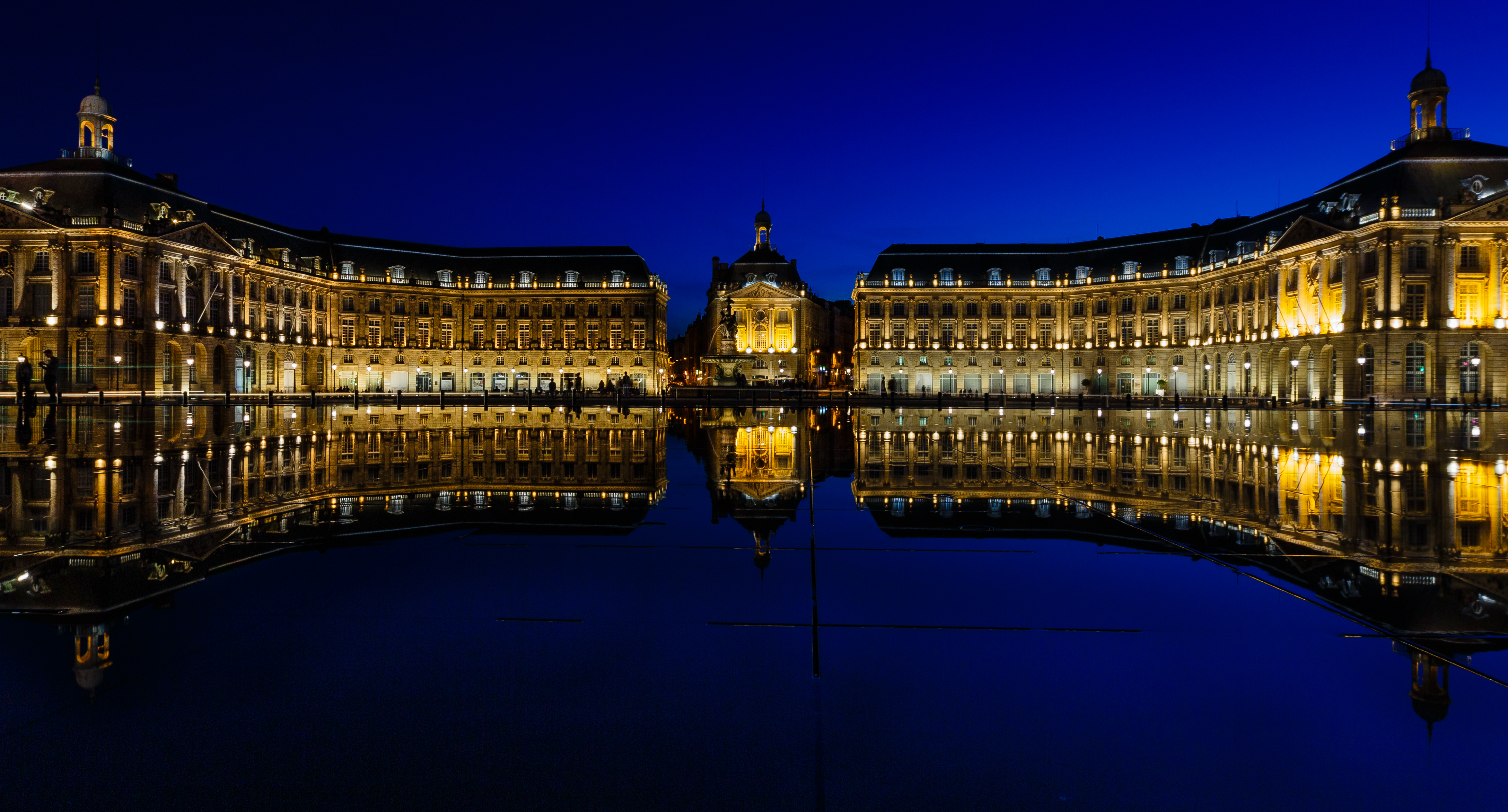
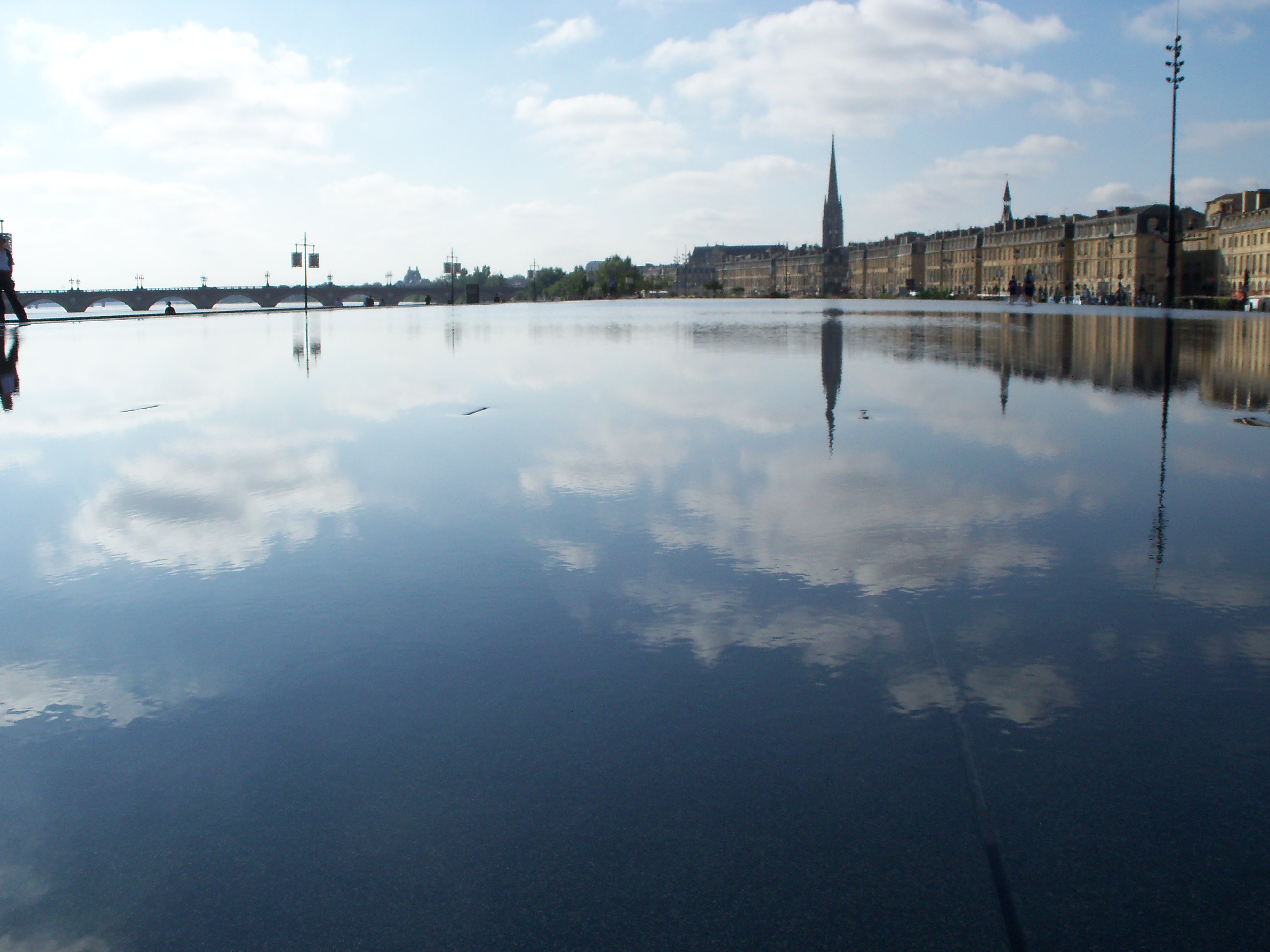
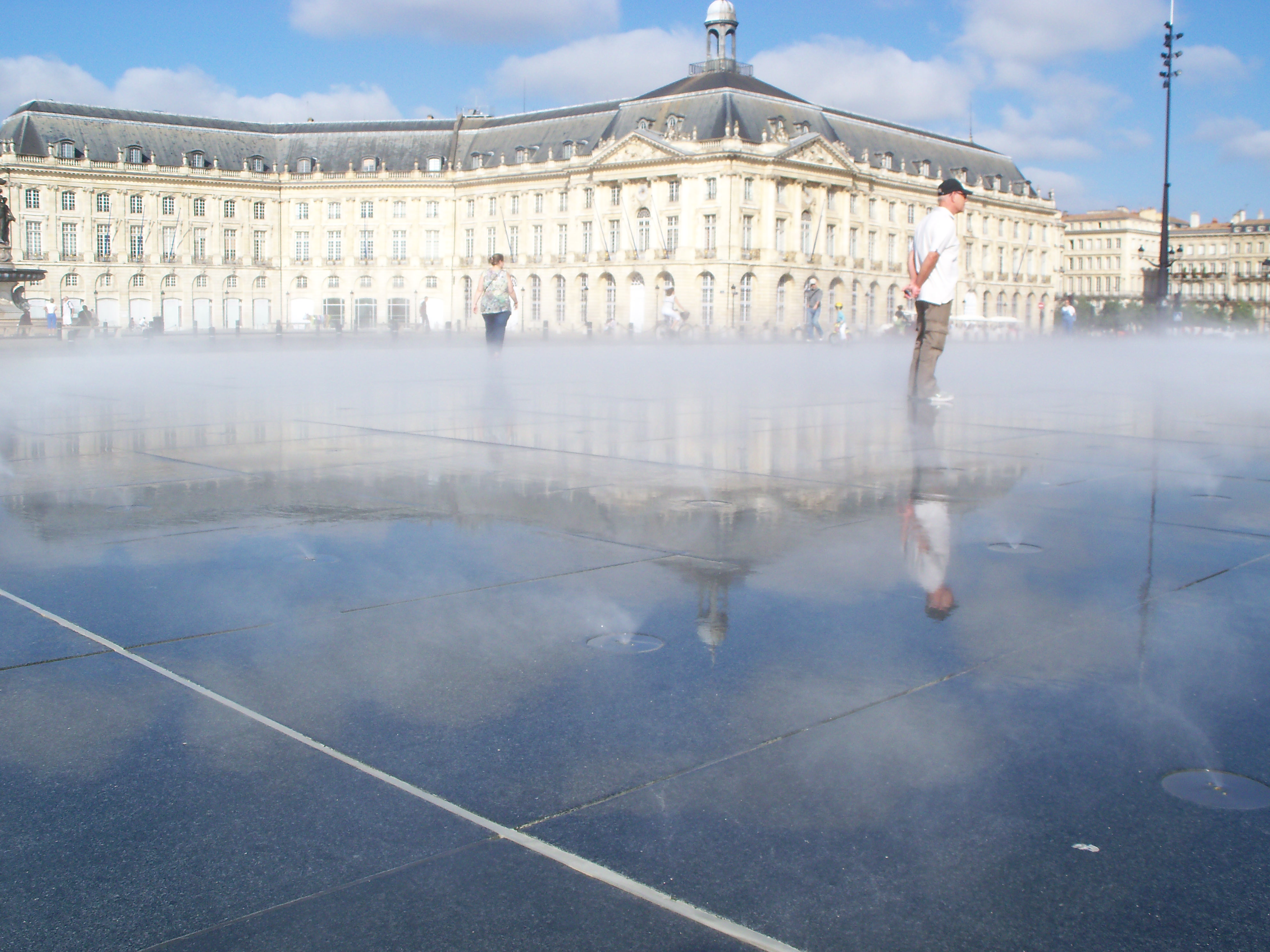

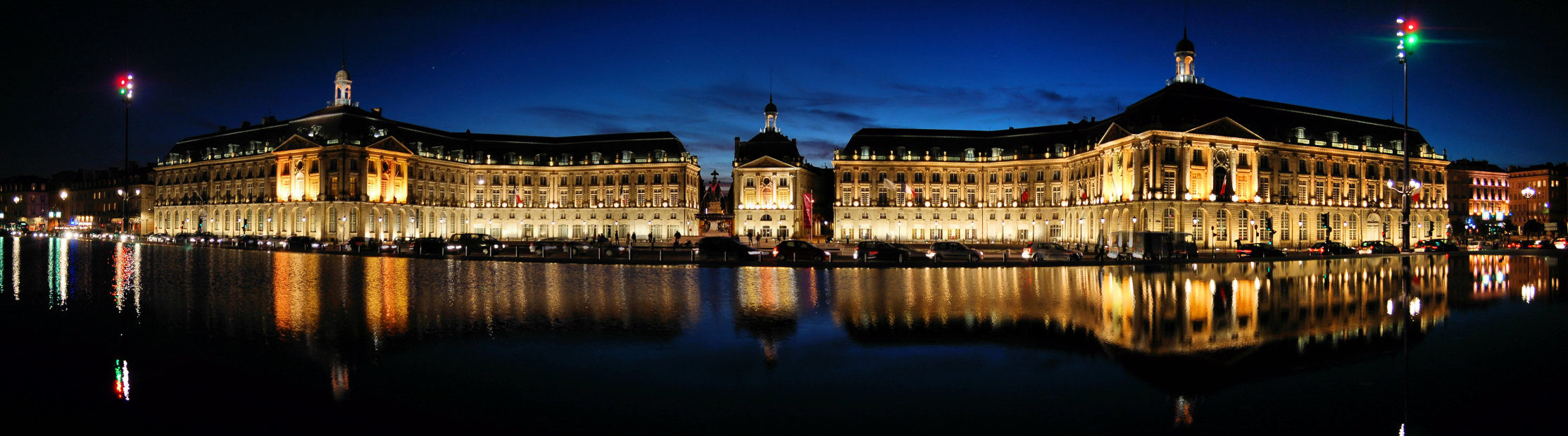
Le miroir d'eau et la place de la Bourse, de nuit.